# Boceguillas
Boceguillas ist ein Ort und eine Gemeinde (municipio) mit 721 Einwohnern (Stand: 2024) in der Provinz Segovia in der Autonomen Gemeinschaft Kastilien-León in Zentralspanien.

## Lage und Klima
Der Ort Boceguillas liegt in der weitgehend ebenen kastilischen Meseta an der Europastraße 5 etwa auf halber Strecke zwischen Burgos und Madrid bzw. ca. 75 km (Fahrtstrecke) nordöstlich der Provinzhauptstadt Segovia in einer Höhe von knapp 955 m. Die historisch bedeutsame Kleinstadt Sepúlveda ist nur etwa 12 km in südwestlicher Richtung entfernt. Das Klima ist gemäßigt bis warm; Regen (ca. 480 mm/Jahr) fällt mit Ausnahme der trockenen Sommermonate übers Jahr verteilt.

## Bevölkerungsentwicklung
| Jahr      | 1857 | 1900 | 1950 | 2000 | 2017 |
| Einwohner | 473  | 496  | 498  | 553  | 708  |

Die Mechanisierung der Landwirtschaft, die Aufgabe bäuerlicher Kleinbetriebe und der daraus resultierende Verlust an Arbeitsplätzen auf dem Lande haben seit der Mitte des 19. Jahrhunderts zu einem kontinuierlichen Rückgang der Bevölkerungs in den ländlichen Gebieten geführt. Durch die Lage der Gemeinde an der E 5 bzw. A-1 sind jedoch neue wirtschaftliche Impulse entstanden. Zur Gemeinde gehören auch die in den 1970er Jahren eingemeindeten Weiler (pedanias) Turrubuelo und Aldeanueva del Campanario mit jeweils etwa 10 Einwohnern.

## Wirtschaft
Boceguillas und sein Umland sind traditionell agrarisch orientiert und waren im Mittelalter und der frühen Neuzeit ein Zentrum der Textilherstellung; Kleinhändler, Handwerker und Dienstleister aller Art ließen sich im Ort nieder. Heute spielt neben der Landwirtschaft und dem Weinbau auch der Tourismus – hauptsächlich in Form der Vermietung von Ferienwohnungen (casas rurales) – eine nicht unbedeutende wirtschaftliche Rolle.

## Geschichte
Auf dem Gemeindegebiet wurden Kleinfunde aus römischer Zeit entdeckt, doch von den Westgoten und selbst von den Arabern und Mauren fehlen archäologisch verwertbare Spuren. Nach der siegreichen Schlacht von Simancas konnten die Christen ihren Einflussbereich bis an die Ufer des Duero ausdehnen. Die südlich gelegenen Orte, darunter auch Segovia und Boceguillas, konnten erst im ausgehenden 11. Jahrhundert aus den Händen der Mauren zurückerobert werden (reconquista). Philipp II. verlieh dem Ort im Jahr 1565 die Stadtrechte (villa).

## Sehenswürdigkeiten

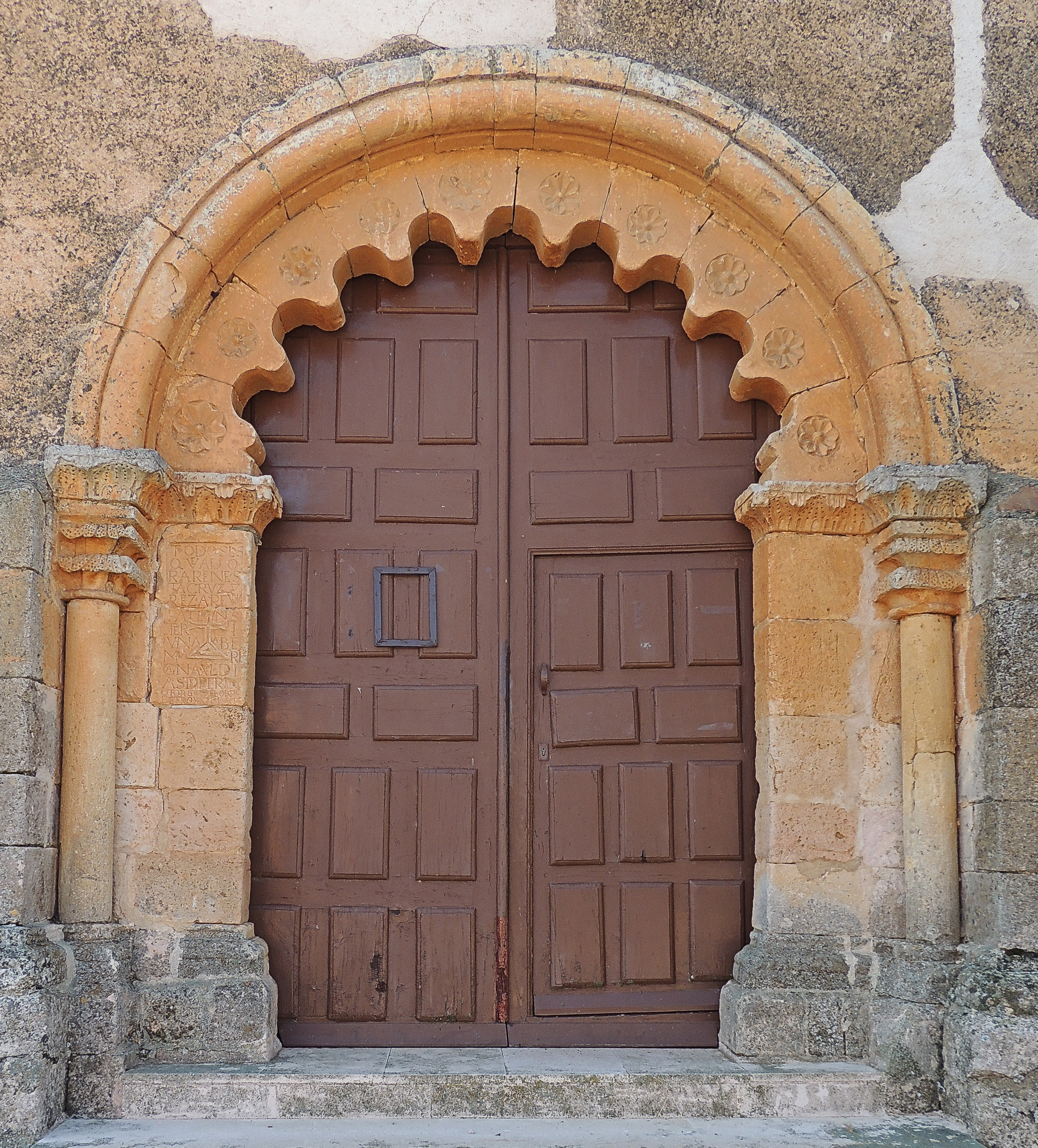
Portal der Iglesia de Santo Domingo in Turrubuelo

- Die am Hauptplatz des Ortes stehende Iglesia de Nuestra Señora del Rosario wurde im 18. Jahrhundert an der Stelle eines Vorgängerbaus errichtet. Die Westfassade der Kirche wird von einem dreigeteilten Glockengiebel (espadaña) überhöht. Das Kirchenschiff (nave) wird von einem Stichkappengewölbe bedeckt; die Apsis ist flach.
- Das alte Pfarrhaus (Casa Parroquial) stammt aus dem Jahr 1742.

Umgebung
- Die Kirche von Aldeanueva del Campanario scheint ein Werk des 15./16. Jahrhunderts zu sein; sie hat einen Glockengiebel und eine polygonal gebrochene Apsis.[4]
- Der Vielpassbogen des Portals der Kirche Santo Domingo im Weiler Turrubuelo ist ein Werk der Romanik. Große Teile der Kirche wurden jedoch im 17./18. Jahrhundert erneuert.[5]
- In den Feldern stehen noch einige halbverfallene eingeschossige Bauernhöfe (fincas).
- Eine einbogige Steinbrücke (Puente Blanco) aus dem 18. Jahrhundert führt über einen Bach (arroyo).